# Pancreatite crônica
A pancreatite crónica (português europeu) ou pancreatite crônica (português brasileiro) é uma inflamação do pâncreas de longa duração que altera sua estrutura normal e suas funções.
Nos Estados Unidos e no Brasil, a causa mais comum da pancreatite crônica é o alcoolismo. Outras causas incluem uma predisposição hereditária e a obstrução do ducto pancreático resultante da estenose do ducto ou de um câncer pancreático. Raramente, um episódio de pancreatite aguda grave provoca uma estenose do ducto pancreático tão acentuada que acarreta a pancreatite crônica.
Em muitos casos, a causa da pancreatite é desconhecida.
Nos países tropicais (p.ex., Índia, Indonésia e Nigéria), a pancreatite crônica de causa desconhecida em crianças e adultos jovens pode dar origem ao diabetes e a depósitos de cálcio no pâncreas. Os sintomas iniciais comumente são decorrentes do diabetes.

## Sintomas
Os sintomas da pancreatite crônica geralmente enquadram-se em dois padrões. Em um deles, o indivíduo apresenta uma dor na região média do abdômen de intensidade variável. No outro, o indivíduo apresenta episódios intermitentes de pancreatite com sintomas semelhantes aos de uma pancreatite aguda leve a moderada. Algumas vezes, a dor é intensa e dura de muitas horas a vários dias. Em ambos os padrões, à medida que a pancreatite crônica evolui, as células que secretam enzimas digestivas são lentamente destruídas e, finalmente, a dor desaparece.
Como a quantidade de enzimas digestivas diminui, o alimento é absorvido inadequadamente e o indivíduo pode evacuar fezes volumosas e fétidas. As fezes apresentam uma coloração clara e um aspecto gorduroso, podendo inclusive conter gotículas de gordura. A má absorção também leva à perda de peso. Finalmente, as células secretoras de insulina do pâncreas podem ser destruídas, levando gradualmente ao diabetes.

## Diagnóstico
O médico suspeita de pancreatite crônica baseando-se nos sintomas do paciente ou nos antecedentes de episódios de pancreatite aguda. Os exames de sangue são menos úteis no diagnóstico da pancreatite crônica que no da pancreatite aguda, mas eles podem revelar níveis elevados de amilase e de lipase. Além disso, os exames de sangue podem ser utilizados para se verificar a concentração de glicose (um tipo de açúcar) no sangue, a qual pode estar elevada.
As radiografias abdominais e a ultrassonografia podem revelar a presença de cálculos no pâncreas. A pancreatografia retrógrada endoscópica (uma técnica radiográfica que mostra a estrutura do ducto pancreático) pode mostrar um ducto dilatado, uma estenose do ducto ou a presença de cálculos no mesmo. A tomografia computadorizada (TC) mostra essas anormalidades, assim como o tamanho, a forma e a textura do pâncreas. Ao contrário da pancreatografia retrógrada endoscópica, a tomografia computadorizada não exige o uso de um endoscópio. O teste de Lundh pode avaliar ainda a função exócrina pancreática.
Outra forma de diagnóstico são os exames laboratoriais (sangue), onde o nível de insulina é medido e assim inicia-se a bateria de exames complementares.

## Tratamento
Durante uma crise, a abstinência de álcool é essencial. O jejum alimentar e a administração de líquidos apenas pela via intravenosa podem prover um repouso ao pâncreas e ao intestino e pode aliviar a crise dolorosa. Frequentemente, no entanto, é necessária a administração de analgésicos narcóticos para aliviar a dor.
Posteriormente, a ingestão de quatro ou cinco refeições por dia compostas por alimentos hipogordurosos e hipoproteicos e abstinência de  carboidratos ajudará a reduzir a frequência e a intensidade das recidivas. O paciente também deve continuar a abstinência alcoólica. Quando a dor persiste, o médico investiga a possibilidade de complicações (p.ex., uma massa inflamatória na cabeça do pâncreas ou um pseudocisto). Uma massa inflamatória pode exigir uma intervenção cirúrgica e um pseudocisto que produz dor à medida que cresce pode exigir uma descompressão.
Se o indivíduo apresentar uma dor contínua e não apresentar complicações, o médico normalmente realiza o bloqueio dos nervos que inervam o pâncreas para impedir que os estímulos dolorosos cheguem ao cérebro. Se esse procedimento não apresentar um bom resultado, a cirurgia é realizada. Por exemplo, quando o ducto pancreático encontrasse dilatado, a criação de uma derivação (bypass) do pâncreas para o intestino delgado alivia a dor em cerca de 70% a 80% dos pacientes.
Quando o ducto não apresenta dilatação, pode ser necessária a remoção de uma porção do pâncreas. Se a doença afetar sobretudo a cauda do pâncreas (a parte mais distante do duodeno), esta será removida. Se a porção afetada for a cabeça do pâncreas, esta será removida juntamente com o duodeno. Essas cirurgias aliviam a dor em 60 a 80% dos casos. Entre os alcoolistas em recuperação, a remoção parcial do pâncreas somente é realizada naqueles que conseguem controlar o diabetes que ocorrerá em consequência da cirurgia.
O uso de comprimidos ou cápsulas de extratos de enzimas pancreáticas junto com as refeições pode tornar as fezes menos gordurosas e pode melhorar a absorção dos alimentos, mas esses problemas raramente são eliminados. Quando necessário, um antiácido líquido ou um ???? pode ser utilizado juntamente bloqueador H2 com as enzimas pancreáticas. Com esse tratamento, o indivíduo normalmente ganha peso, apresenta um menor número de evacuações diárias, não apresenta mais gotículas de gordura nas fezes e geralmente sente-se melhor. Se essas medidas forem ineficazes, o indivíduo pode tentar reduzir a ingestão de gordura. Além disso, a suplementação de vitaminas lipossolúveis (A, D e K) pode ser necessária.